# Mostaccino
El mostaccino, també anomenats mustasì en dialecte local és un dels dolços més apreciats de la gastronomia llombarda, típics de Crema. Aquesta galeta picant ja era coneguda en la cuina de segle xvii. En l'antiguitat, el seu ús s'estenia per tota la Llombardia, encara que posteriorment el seu consum va quedar reduït a la ciutat de Crema i els seus voltants.
S'elabora a força de farina de blat i entre els seus ingredients, s'hi troben diverses espècies, per la qual cosa té un gust picant. S'utilitza principalment en el farciment del tortelli cremaschi, un plat dolç típic també de la zona.